# Ostroróg (gemeente)
De gemeente Ostroróg is een stad- en landgemeente in het Poolse woiwodschap Groot-Polen, in powiat Szamotulski.
De zetel van de gemeente is in Ostroróg.
Op 30 juni 2004 telde de gemeente 4843 inwoners.

## Oppervlakte gegevens
In 2002 bedroeg de totale oppervlakte van gemeente Ostroróg 84,99 km², waarvan:
- agrarisch gebied: 65%
- bossen: 26%

De gemeente beslaat 7,59% van de totale oppervlakte van de powiat.

## Demografie
Stand op 30 juni 2004:
| Omschrijving                   | Totaal | Totaal | Vrouwen | Vrouwen | Mannen | Mannen |
| ------------------------------ | ------ | ------ | ------- | ------- | ------ | ------ |
| eenheid                        | aantal | %      | aantal  | %       | aantal | %      |
| inwoners                       | 4843   | 100    | 2422    | 50      | 2421   | 50     |
| bevolkingsdichtheid (inw./km²) | 57     | 57     | 28,5    | 28,5    | 28,5   | 28,5   |

In 2002 bedroeg het gemiddelde inkomen per inwoner 1253,57 zł.

## Plaatsen
Bielejewo, Binino, Bobulczyn, Dobrojewo, Kluczewo, Oporowo, Piaskowo, Rudki, Szczepankowo, Wielonek, Zapust.

## Aangrenzende gemeenten
Obrzycko, Pniewy, Szamotuły, Wronki